# Окатояха
Окатояха (устар. Ока-То-Яха) — река в России, протекает по Ямало-Ненецкому АО. Устье реки находится в 5 км по правому берегу реки Нюча-Котутаяха. Длина реки составляет 11 км.

## Данные водного реестра
По данным государственного водного реестра России относится к Нижнеобскому бассейновому округу, водохозяйственный участок реки — Пур. Речной бассейн реки — Пур.
Код объекта в государственном водном реестре — 15040000112115300055059.